# Adler Mannheim

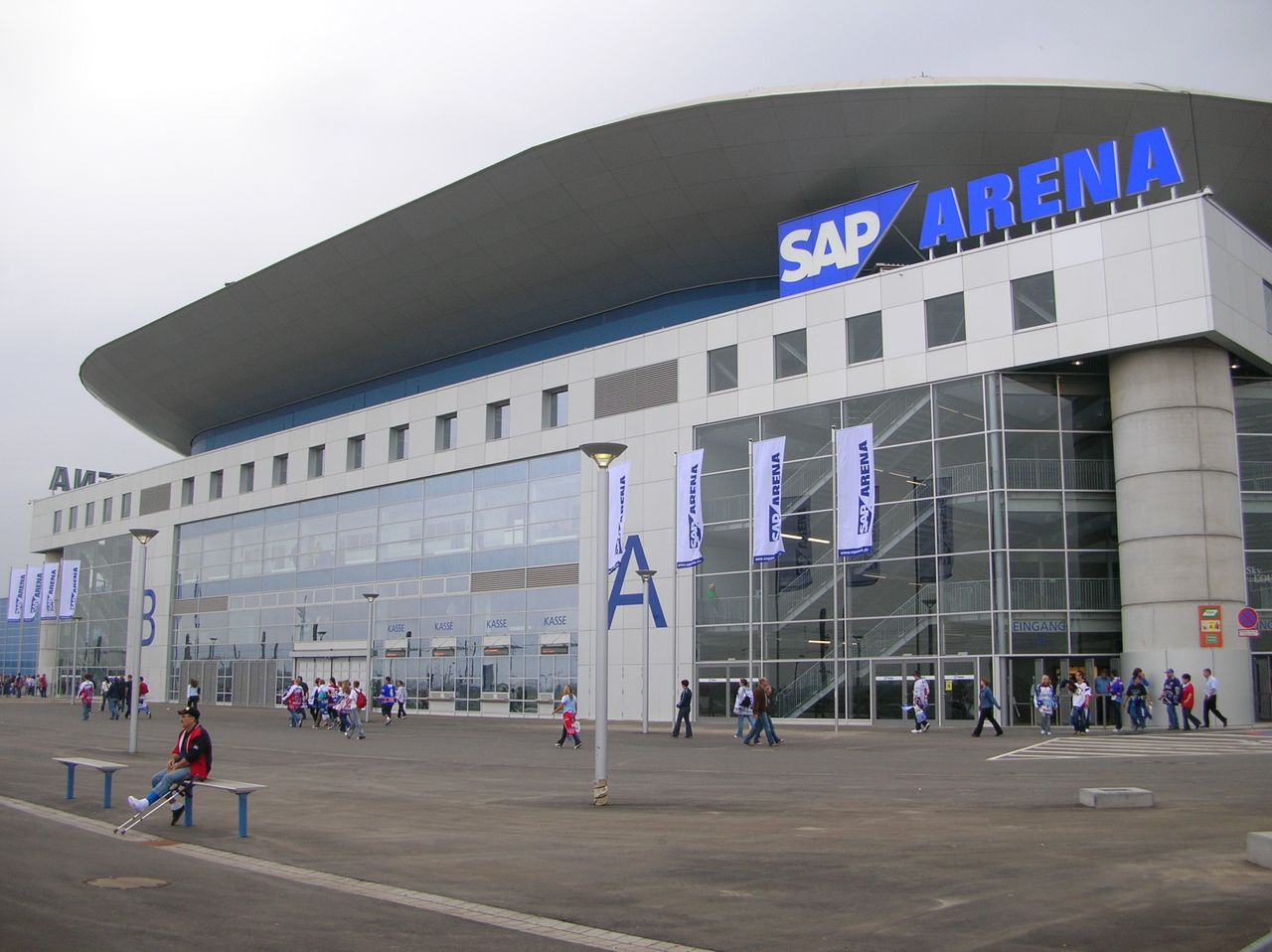
SAP-Arena, hemmastadion för Adler sedan 2005.

Adler Mannheim är ett tyskt ishockeylag som spelar i DEL, vilket är den högsta ishockeyligan i Tyskland. Klubben spelar sina hemmamatcher i SAP Arena, dit de flyttade i början av säsongen 2005/2006 efter att ha spelat i Eisstadion am Friedrichspark i nästan sju årtionden mellan 1938 och 2005.

## Historia
Adler Mannheim bildades den 19 maj 1938 som Mannheimer Eislauf und Rollschuhclub (MERC). När andra världskriget tog slut startade klubben igen 1948. Namnet på klubben var Mannheimer ERC fram till 1994 då de bytte namn till Adler Mannheim. 
Klubben slutade som etta säsongen 1979/1980 vilket innebar att man vann tyska mästerskapet den säsongen. De nådde finalspel i mästerskapet 1982, 1983, 1985 och 1987. Från och med 1994 startades Adler Mannheim för att hantera den professionella delelen av den nya tyska ishockeyligan, DEL. Amatördelen av klubben, MERC-Jungadler Mannheim e.V., bygger för närvarande upp ungdoms- och damishockeyn i Mannheim.